# 기독교부산방송
기독교부산방송(상호명 : 부산씨비에스, 약칭 : 부산CBS, 영어: Busan Christian Broadcasting System)은 개신교계 방송 중 하나로서, 대한민국 부산·경남 일부 지역의 민영 방송이다.
지상파 라디오 방송국을 가지고 있으며, 씨비에스 기업집단의 주력 업체로 CBSi, 노컷뉴스 등 다수의 계열사를 아래에 두고 있다.

## 역사

### 1950년대
- 1959년 12월 23일 부산 기독교 방송국 개국 (호출부호 HLKP 주파수 1475㎑ 출력 250W) 초대국장 감의도 선교사

### 1960년대
- 1960년 8월 20일 국제신보와 뉴스 계약체결 (방송은 1960년 9월 4일부터 매일3회 방송)
- 1962년 10월 2일 제2대 국장 김기엽 목사 취임
- 1963년 4월 4일 제3대 국장 한영교 박사 취임
- 1963년 4월 12일 전방송 시간 30%이내의 유료광고 방송허가
- 1964년 2월 2일 주파수 1400㎑로 변경 출력 1㎾ 증강
- 1965년 1월 1일 심야를 제외한 종일 방송실시 (18시간)
- 1965년 4월 3일 제4대 국장 김기엽 목사 재취임
- 1967년 1월 1일 기독교 부산방송으로 개칭
- 1968년 4월 13일 송신소 부산 사하구 하단동에 신축이전, 출력 10㎾ 증강
- 1969년 4월 17일 부산시 중구 광복동1가 38번지로 연주소 이전

### 1970년대
- 1970년 3월 3일 'KP연예대향' 17명시상 수상자 : 가수- 최희준, 조영남, 남진, 나훈아, 이상열, 패티김, 김상희, 펄 시스터스, 김세레나, 배 성, 이영숙 성우- 김성원,고은정 코메디언- 송해,박시명 작곡- 박춘석
- 1970년 7월 20일 전국 네트웍 마이크로 웨이브 설치로 동시방송시작
- 1971년 4월 1일 제5대 국장 은영기 장로 취임
- 1971년 6월 6일 제1회 부산기독교단 친선 체육대회
- 1974년 8월 서독신교개발원조 중앙청(EZE)원조로방송장비 현대화
- 1978년 11월 23일 주파수 1404㎑로 변경
- 1979년 5월 31일 송신소 부산 남구 용호동으로 이전 (국내 최초 산정상에 AM안테나 설치)

### 1980년대
- 1980년 11월 25일 언론기관 통폐합으로 낮종합뉴스(11시30분)를 끝으로 보도방송 중단
- 1980년 11월 30일 광고방송중단
- 1980년 12월 1일 기독교 부산방송 운영위원회 조직, 제5대 국장 은영기 장로 취임
- 1981년 4월 7일 어머니합창단 발족
- 1981년 6월 12일 사옥 부산진구 전포4동으로 이전
- 1982년 6월 9일 제10회 기독교단 체육대회 우승: 고신 / 준우승: 합동 / 국장상: 기독교한국침례회
- 1983년 4월 19일 기독교100주년 기념 도서화전 19일부터 26일까지 부산호텔 전시장에서 성황리에 열림
- 1984년 5월 재단이사회 기독교방송 기능 정상화 건의
- 1985년 11월 19일 제1회 성가합창제(시민회관)
- 1985년 12월 17일 창립26주년 기념 젊음의 노래,크리스마스캐롤의밤(시민회관). 이날 캐롤의 밤에는 가수 김민식 김성희의 사회로 가수 김범용,윤형주,전영록,정수라,이선희,나미,이진관,김승덕,손현희,한마음, 국내정상급 가수12명 출연하여 젊은이들이 애창하는 가요와 캐롤을 불러 화려한 무대를 꾸밈.
- 1986년 12월 1일 제7대 윤석천 장로 취임
- 1987년 4월 28일 평생회원과 가족의밤(크라운호텔)
- 1987년 5월 9일 원로목사 초청 위로회(글로리호텔)
- 1987년 7월 14일 기독교방송 기능정상화를 위한 부산지역 대책위원회구성
- 1988년 1월 8일 보도방송 회복
- 1989년 1월 1일 광고방송 회복
- 1989년 5월 1일 제8대 국장 조병해 장로 재취임
- 1989년 10월 11일 국립베를린 대성전 합창단 초청 공연(시민회관)
- 1989년 11월 23일 창립30주년 기념 춘해병원과 함께 무료 개안수술 시료

### 1990년대
- 1990년 6월 22일 "할머니 할아버지 안녕하세요" 첫 공개방송 (부산백화점)
- 1990년 8월 20일 영호남 교환 합창제
- 1990년 8월 27일 "우리 모두 찬양을" 대만 현지 찬양 전도대회
- 1991년 1월 1일 기독교부산방송 본부로 기구개편
- 1992년 3월 15일 제9대 본부장 홍영표 취임
- 1992년 10월 10일 제10대 본부장 박병화 취임
- 1993년 7월 1일 부산 동래구 온천3동으로 연주소 이전
- 1993년 8월 제11대 본부장 송택주 취임
- 1994년 9월 제12대 본부장 안용민 취임
- 1996년 6월 14일 부산시 부산진구 범천4동에 신사옥 착공
- 1997년 6월 제13대 본부장 이광천 취임
- 1998년 7월 23일 제14대 본부장 신원영 취임
- 1998년 12월 7일 FM개국 기념 음악회 BIG3 Pop&Gospel
- 1998년 12월 22일 FM방송 개국(102.9㎒) FM송신소 황령산
- 1999년 3월 5일 CBS 부산방송 운영이사회 조직(운영위원회 흡수) 제1대 운영이사장 정대성 장로 피선
- 1999년 4월 30일 범천동 사옥 준공(대지 414평/ 연건평 1,899평)
- 1999년 6월 14일 범천동 사옥 준공식

### 2000년대
- 2000년 3월 7일 CBS봄맞이 음악회 한동일 초청 피아노 독주회
- 2000년 6월 19일 CBS가족사랑 음악회교회당 대지 이전 등기(온천동 436-8번지. 823평)
- 2000년 9월 16일 제15대 여운억 본부장 취임
- 2000년 9월 30일 FM개국 2주년 기념 상해교향악단 내한공연
- 2000년 10월 5일 기독교 방송 노조 파업
- 2000년 12월 8일 뉴욕 에보니 합창단 초청공연
- 2000년 12월 14일 제16대 본부장 이정식 취임
- 2001년 3월 10일 CBS부산방송 창립42주년기념 및 부산아시안게임 성공기원(아카데미 윈드 오케스트라 초청 음악회)
- 2001년 4월 20일 CBS 장애인과 함께하는 사랑의 음악회
- 2001년 5월 10일 CBS 부산 어린이 음악 콩쿨
- 2001년 6월 5일 2002년부산아시안게임 월드컵 성공다짐(사랑의 뮤직페스티벌)
- 2001년 7월 1일 기독교 방송 노조 업무 복귀
- 2001년 9월 17일 2001바다음악회(바다와 사랑을 테마로한 가곡과 아리아)
- 2001년 12월 27일 CBS-TV 개국 출범 기념음악회(서울 아카데미 윈드오케스트라 초청)
- 2002년 1월 16일 제17대 본부장 이계영 취임
- 2002년 3월 5일 CBS-TV 개국 축하 음악회
- 2002년 4월 11일 CBS 장애인과 함께하는 사랑의 음악회
- 2002년 12월 7일 덴마크 국립합창단 내한공연
- 2003년 4월 14일 제18대 본부장 김광수 취임
- 2003년 7월 10일 제19대 본부장 임현모 취임
- 2003년 10월 6일 기독교 부산방송 운영이사회 확대총회
- 2003년 10월 27일 BIG3테너 초청연주회(CBS심포니오케스트라 창단기념)
- 2004년 1월 5일 건축후원자명판 및 평생회원명판 제막식
- 2004년 2월 21일 CBS신춘음악회
- 2004년 6월 6일 제20대 본부장 김봉남 취임
- 2005년 1월 11일 기독교부산방송 운영이사회 제2대 운영이사장 정종성 장로 피선
- 2007년 6월 27일 제21대 본부장 안윤석 취임
- 2008년 5월 27일 제3대 운영이사장 안신이 장로 피선
- 2008년 6월 30일 제22대 본부장 양경주 취임
- 2009년 6월 15일 제23대 본부장 변상욱 취임

## 방송 송출 시설망
| 부산CBS 라디오 (제1FM) | 부산CBS 라디오 (제1FM) | 부산CBS 라디오 (제1FM) | 부산CBS 라디오 (제1FM) | 부산CBS 라디오 (제1FM)             | 부산CBS 라디오 (제1FM)                                                               |
| 송신소                 | 주파수                 | 출력                   | 호출부호               | 송신소 위치                        | 방송구역                                                                             |
| ---------------------- | ---------------------- | ---------------------- | ---------------------- | ---------------------------------- | ------------------------------------------------------------------------------------ |
| 황령산 송신소          | FM 102.9㎒             | 5㎾                    | HLKP-SFM               | 부산 연제구 연산2동 산181-3 (KNN)  | 부산광역시 일원, 울산광역시 일부, 창원시 일부, 밀양시 일부, 김해시 일부, 양산시 일부 |
| 부산CBS 음악FM (제2FM) |                        |                        |                        |                                    |                                                                                      |
| 송신소                 | 주파수                 | 출력                   | 호출부호               | 송신소 위치                        | 방송구역                                                                             |
| 황령산 송신소          | FM 102.1㎒             | 1㎾                    | HLKP-FM                | 부산 연제구 연산2동 산181-3 (KNN)  | 부산광역시 일원, 울산광역시 일부, 창원시 일부, 밀양시 일부, 김해시 일부, 양산시 일부 |
| 녹산 중계소            | FM 105.3㎒             | 20W                    | HLKP-FM                | 부산 강서구 녹산동 산2-27 (봉화산) | 부산광역시 강서구 일원                                                               |

### 라디오 시보 멘트
- FM 102.9MHz CBS 부산 제1FM입니다. HLKP
- FM 102.1MHz, 서부산 105.3MHz HLKP CBS 부산 제2FM입니다. HLKP

## 프로그램
| 부산CBS 라디오 (제1FM)     | 부산CBS 라디오 (제1FM)                            | 부산CBS 라디오 (제1FM) | 부산CBS 라디오 (제1FM) |
| 프로그램명                 | 방송시간                                          | DJ                     | 방송분량               |
| -------------------------- | ------------------------------------------------- | ---------------------- | ---------------------- |
| 부산CBS 교계소식           | 월~토 오전 4시 55분 ~ 5시 평일 밤 11시 ~ 11시 5분 | 국재일                 | 5분                    |
| 부산CBS 10시 뉴스          | 평일 오전 10시 ~ 10시 5분                         | 보도국                 | 5분                    |
| CBS 사랑방 한낮의 리퀘스트 | 월~토 낮 12시 5분 ~ 1시                           | 김정현                 | 55분                   |
| 국재일의 매거진B           | 평일 저녁 5시 ~ 5시 30분                          | 국재일                 | 30분                   |
| 부산CBS 15시 뉴스          | 평일 오후 3시 ~ 3시 5분                           | 보도국                 | 5분                    |
| 부산CBS 저녁종합뉴스       | 평일 저녁 5시 45분 ~ 6시                          | 보도국                 | 12분                   |
| 부산CBS 음악FM (제2FM)     |                                                   |                        |                        |
| 프로그램명                 | 방송시간                                          | DJ                     | 방송분량               |
| 내가 매일 기쁘게           | 매일 새벽 4시 ~ 오전 6시                          | 김정현                 | 120분                  |

## 같이 보기
- KBS부산방송총국
- 부산MBC
- KNN
- cpbc 부산가톨릭평화방송
- febc 부산극동방송
- TBN 부산교통방송
- 부산국악방송
- BBS 부산불교방송
- WBS 부산원음방송
- 부산영어방송재단